# Volby do zastupitelstva města Pelhřimova 1919
Volby do zastupitelstva Pelhřimova se konaly 15. června 1919. Jednalo se o první komunální volby v období první republiky.
Volební vítězství zaznamenala sociální demokracie se ziskem (23,6%) 9 mandátů byla nejsilnější stranou v zastupitelstvu. Jako druzí se umístili živnostníci-obchodníci (21,17%) s 8 mandáty. Následující strnou byli národní demokraté (20,36%), kteří obsadili 7 křesel v zastupitelstvu. Národní socialisté získali 6 mandátu a 17,27% hlasů. Zisk lidovců činil 14,79% a 5 křesel v zastupitelstvu. Překvapiví byl výsledek agrárníků (2,82%), kteří i přes malí zisk hlasu obsadili 1 mandát.
Starostou byl následně zvolen národní demokrat Antonín Linhart.

## Výsledky
| Strany                                                         | Strany | Procenta | Hlasy | Mandáty |
| -------------------------------------------------------------- | ------ | -------- | ----- | ------- |
| Československá sociálně demokratická strana dělnická           |        | 23,6     | 611   | 9       |
| Československá živnostensko-obchodnická strana středostavovská |        | 21,17    | 548   | 8       |
| Československá národní demokracie                              |        | 20,36    | 527   | 7       |
| Československá strana národně socialistická                    |        | 17,27    | 447   | 6       |
| Československá strana lidová                                   |        | 14,79    | 383   | 5       |
| Republikánská strana zemědělského a malorolnického lidu        |        | 2,82     | 73    | 1       |